# Брегаста осовина
Брегаста осовина је осовина која на себи има сет брегова који претварају ротационо кретање у линијско. Брегасте осовине се користе у клипним моторима за управљање усисним и издувним вентилима, и на старим возилима покрећу разводну руку.
Брегасте осовине се праве од челика или ливеног гвожђа, сам облик брегова битно утиче на преформансе возила. Њу покреће радилица преко зупчастог каиша или ланца. 